# La Soupière
La Soupière est une comédie de boulevard de Robert Lamoureux, créée en 1971 avec succès au théâtre Édouard-VII. Elle est depuis régulièrement reprise tant à Paris qu'en province.
À sa création c'est Robert Lamoureux lui-même qui tenait le rôle de Paul Dubard tandis que Françoise Rosay incarnait Tante Violette dite « La Soupière », qui sera son dernier rôle sur scène.

## Argument
Tante Violette vit seule dans une grande demeure du Bordelais, domaine qui ne produit rien mais qu'elle ne souhaite pas vendre. Elle a à son service Germaine, une jeune femme délurée dont elle ignore le passé. Germaine est courtisée par Clément, un gendarme qu'elle éconduit. Elle souhaite en fait faire sa vie avec Jean François Louy, fondé de pouvoir à la Banque Rothschild. Paul Dubard, le neveu de Tante Violette, dirige une entreprise de robinetterie en difficulté. Il propose à sa tante de vendre le domaine afin de bénéficier de liquidités. Devant le refus de la tante, Germaine intervient et propose un plan : engager un tueur discret qui « cassera la soupière », 50 % des bénéfices lui revenant. Mais rien ne se passe comme prévu.

## Reprise auThéâtre Comédiaen 2001

### Mise en scène
- Francis Joffo

### Distribution
- Micheline Dax : tante Violette dite « La Soupière »
- Roger Pierre : Paul Dubard, le neveu de Violette
- Manoëlle Gaillard : Hélène Dubard, la femme de Paul
- Juliette Meyniac : Germaine Lapuy, la soubrette
- Éric Galliano : Jean François Louy, fondé de pouvoir à la Banque Rothschild
- Christophe Abrial : Clément Douvre, gendarme
- Daniel Royan : l'inspecteur Berger
- Carole Malaspina : Brigitte Dubard, la fille de Paul et Hélène
- Samuel Tudela : Monsieur Louis, homme de main

### Autres
- Costumes : Catherine Duplessis
- Décors : Charlie Mangel

- Cette adaptation a fait l'objet d'un enregistrement disponible en DVD. Il a été réalisé par Philippe Marouani.
- Il s'agit de la dernière pièce de théâtre où Roger Pierre jouera sur scène, disparu en 2010 après avoir tourné encore dans quelques films et téléfilms.

## Création authéâtre Édouard-VIIen 1971[1]

### Mise en scène
- Metteur en scène : Robert Lamoureux
- Assistanat à la mise en scène : Francis Joffo [2]

### Distribution
- Françoise Rosay : tante Violette dite « La Soupière »
- Robert Lamoureux : Paul Dubard, le neveu de Violette
- Magall de Vendeuil : Hélène Dubard, la femme de Paul
- Dora Doll : Germaine Lapuy, la soubrette
- Jean-Pierre Moulin : Jean François Louy, fondé de pouvoir à la Banque Rothschild
- Alain Souchere : Clément Douvre, gendarme
- Jean Collomb :  l'inspecteur Berger
- Antoinette Martin : Brigitte Dubard, la fille de Paul et Hélène
- Francis Joffo : Monsieur Louis, homme de main

### Autres
- Musique : Darry Cowl
- Décors : Jacques Marillier.

## Autour de la pièce
Le titre de la pièce primitivement annoncé était : "Pour soixante hectares de vignes".
Cette pièce est d'abord un vaudeville utilisant les recettes habituelles, bons mots et comique de situation, mais il contient de façon sous-jacente une critique féroce des relations familiales de la grande bourgeoisie.